# Эдукарьянц, Сергей Макарович
Сергей Макарович Эдукарьянц (14 октября 1924 — 26 мая 2001) — советский хоккеист с мячом, тренер. Заслуженный тренер СССР (1973).

## Биография
Начал играть в хоккей с мячом в 1938 году в хабаровском «Динамо». В 1950 перешёл в СКА (Хабаровск). В 1954 году переехал в Ульяновск и до 1960 года играл в местных «Динамо» и «Волге». Провел 78 матчей чемпионата СССР, забил 24 мяча.
Финалист Кубка СССР 1954 года. Бронзовый призёр чемпионата СССР 1955 года.
В 1958—1959 годах играл в футбол в составе ульяновской команды («Динамо»/«Спартак»).

### Тренерская работа
В 1960—1965 работал футбольным тренером в ульяновском «Спартаке». Судил хоккейные матчи.
В 1965—1973 и в 1975—1980 — старший тренер хоккейной «Волги», в 1974—1975 — тренер «Красной зари» (Санкт-Петербург). «Волга» под руководством С. М. Эдукарьянца в 1972 стала серебряным призёром чемпионата СССР, а в 1976 и 1977 — бронзовым призёром.
Одновременно с 1965—1973 и с 1975 тренировал ульяновскую команду «Волга» по хоккею на траве, которая дважды становилась чемпионом СССР, дважды серебряным и один раз бронзовым призёром чемпионата СССР.
В 1987—1988 был тренером в женской команде по хоккею с мячом «Силуэт» (Ульяновск). В 1990-е годы работал тренером, затем начальником хоккейной команды «Волга», которая играла тогда в первой лиге.
Сын Эдуард играл в составе «Волги».
Почетный гражданин Ульяновской области (2002) (посмертно).